# Conseil municipal (Allemagne)
Pour les articles homonymes, voir Conseil municipal.

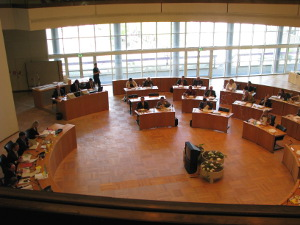
Conseil de Mannheim

Le conseil municipal ou Gemeinderat est l'organe principal d'une commune en Allemagne.

## Généralités
Le Gemeinderat est la représentation politique des citoyens d'une commune d'Allemagne. Les élections ont lieu tous les quatre, cinq ou six ans selon le Bundesland.
Le nom peut être différent entre les différents Bundesländer et dans un Land même, dépendant du statut ou de la grandeur. En voici quelques exemples :
- Abgeordnetenhaus à Berlin, chambre des députés de Berlin
- Bürgerschaft (à Hambourg ainsi que dans d'autres villes hanséatiques sauf Brême où on parle de Landesparlament[1]
- Stadtbürgerschaft (à Brême)
- Stadtrat (pour quelques villes)
- Gemeinderat ou Gemeindevertretung pour les communes
- Marktgemeinderat (Marktgemeinde)
- Verbandsgemeinderat (dans des communes fusionnées de Rhénanie-Palatinat)
- Ortsbeirat (dans des quartiers d'une grande ville)
- et d'autres...

Les membres d'une telle institution ont le titre d'un Stadtrat ou Gemeinderat. Le président d'un conseil est normalement le Bürgermeister ou le Oberbürgermeister (dans les grandes villes à partir d'un certain nombre d'habitants) qui sont élus directement par les citoyens.

## Compétences
Malgré sa ressemblance avec un parlement, cette institution ne fait pas partie du pouvoir législatif mais du pouvoir exécutif. Comme les Stadtstaaten Brême, Hambourg et Berlin sont en même temps des Länder, ils ont un parlement (rôle législatif) et des Gemeinderäte (rôle exécutif).
Cela est dû au fait qu'en Allemagne, seul l'État (donc le Bund et les Länder) peut promulguer une loi. Ainsi, les communes administrent et n'ont pas le statut d'un État. Le Gemeinderat peut aussi créer le droit, mais cela prend seulement la forme d'un statut juridique, donc une règle de droit (ou une source du droit) qui est subordonnée aux lois. Étant donné que le Gemeinderat ne peut pas édicter de lois, il figure parmi les organes exécutifs malgré son caractère parlementaire.

## Statut et devoirs
Le Gemeinderat est une personne morale de la commune et la représentation politique des habitants de cette commune. Il est donc une agence publique. Il gère les affaires qui sont définies par la loi comme affaires communales.

### Composition
Le Gemeinderat ou Stadtrat a un président (normalement le bourgmestre) et les conseillers. Le nombre des conseillers, c'est-à-dire le nombre des sièges dans un conseil municipal, est fixé par la loi et dépend du nombre des habitants.
Les élections suivent les règles fixées par la Loi pour l'Élection municipale ou communale. Les candidats sont présentés par des partis politiques ou des Wählergruppen.

### Prise de décision
Les décisions d'un Gemeinderat sont prises lors des séances (réunions). Il existe une contrainte de séance car le résultat doit être trouvé après une discussion libre et des échanges de toutes les opinions.

### Invitation à la séance
Tous les membres du Gemeinderat doivent être invités à la séance. Normalement, c'est le président (le maire) qui invite en indiquant l'ordre du jour.
Les séances sont publiques sauf exceptions prévues par la loi.

### Décisions
Pour atteindre le quorum, il est nécessaire que la majorité des élus soit présente. Les députés sont forcés par la loi de participer à la séance. Une décision est prise si la majorité des présents s'est déclarée pour.
Il y a naturellement la possibilité de créer des comités pour préparer un sujet et faciliter une décision.